# ブルー・ファイア
「ブルー・ファイア」（There! I've Said It Again）は、レッド・エバンスが1941年に発表したポップスのスタンダード・ナンバー。ボビー・ヴィントンの3曲目のナンバーワン・ソング。共作者は、デイブ・マン。

## 解説
オリジナルはバンド・リーダー兼シンガーとして1940年代から1950年代に活躍したヴォ―ン・モンロー盤で1945年に大ヒットした。ボビー・ヴィントンがシンシナティでコンサートを開いていた時、地元のDJがこの曲をボビーに録音するよう忠告したという。ボビーは驚いたものの「ブルー・ヴェルヴェット」に次ぐシングルとしてニューヨークでワン・テイクで録音し1964年の1月4週間トップを記録した。イージー・リスニング・チャートでも1位を記録したものの、イギリスでは34位にとどまり、日本でもマイナー・ヒットにとどまったがアメリカで次に全米第1位を記録したのがビートルズの「抱きしめたい」であったことからアメリカン・ポップスからBritish Invasionへの交代期のレコードとして忘れられない。同名のアルバムも全米8位、を記録した。邦題は原題とは異なり「ミスター・ブルー」という愛称から意図的に「ブルー」のついたタイトルと曲のイメージからつけられたようだ。「ブルー・ヴェルヴェット」に次いで連続のナンバー・ワン・ヒットをだしたボビーは人気の絶頂期を迎えていた。

## 主要なカヴァー
- ナット・キング・コール（1947）[4]
- サム・クック全米81位（1959）[5]
- ヴィック・ダモーン
- ジュリー・ロンドン
- レイ・チャールズ・シンガーズ
- ジョニー・マティス
- シャーリー・バッシー[6]